# Tubiclavoides striatum
Tubiclavoides striatum ist eine marin lebende Art der Hydrozoen (Hydroza). Es ist die einzige Art der Gattung Tubiclavoides, die wiederum die einzige Gattung der Familie der Tubiclavoididae ist. 

## Merkmale
Die Hydroidpolypen sind solitär oder kolonial, die Stolonen sind verzweigt. Die Hydranthen sind länglich und besitzen 5 bis über 30 unregelmäßig am Körper verteilte filiforme Tentakeln. Die Stiele, auf denen die Hydranthen sitzen, wie auch die Stolonen sind mit gestreiftem Perisarc bedeckt. Der Mundkegel ist gerundet. Die Sporensäcke entwickeln sich zwischen den Tentakeln. Sie sind ohne radiale Kanäle oder Tentakelrudimente. Die weiblichen Sporensäcke enthalten zehn oder auch mehr Eier. Das Cnidom besteht aus mikrobasischen Eurytelen und Desmonemen.

## Geographisches Vorkommen
Die Art wurde auf Schlammvulkanen, inaktiven Karbonatröhren und Kaltwasserkorallen im Golf von Cádiz (Nordatlantik) in 355 bis 1106 m Tiefe gefunden.

### Online
- Hydrozoa Directory